# Lambrusco a Foglia Frastagliata
Die Rotweinsorte Lambrusco a Foglia Frastagliata ist eine autochthone Sorte aus dem nördlichen Italien - Trentino. 
In der Antike unter dem Namen Oenanthium bekannt (bereits in der Naturalis historia vom römischen Geschichtsschreibers Plinius der Ältere erwähnt).
Sie wird unter anderem in Weinen der DOC-Zonen Casteller und Valdadige sowie in Tafelweinen verwendet.

## Wein
Die spät reifende Rebe erbringt farbkräftige, säurebetonte Rotweine für den eher raschen Genuss.

## Verbreitung
Die Sorte wird in den Regionen Trentino und Venetien angebaut und ist in Weinen der DOC-Bereiche Casteller, Trentino, Valdadige und Valdadige Terradeiforti zugelassen. Die Anbaufläche in Italien betrug im Jahre 2010 insgesamt 724 ha mit fallender Tendenz (zehn Jahre vorher waren es 1.024 ha).

## Synonyme
Enantio, Foglia Frastagliata, Foja Tonda, Frastagliata, Lambrusco Nostrano, Nostram, Nostram de Avi, Sbeca, Zicolada.